# Jürgen Konrad (Rennfahrer)
Jürgen Konrad (* 28. Februar 1947) ist ein ehemaliger deutscher Automobilrennfahrer.

## Karriere
Jürgen Konrad startete seine Amateurfahrerkarriere 1973 im Tourenwagensport. In dem Jahr fuhr er in der 1. Division der Deutschen Rennsport-Meisterschaft (DRM). Dort belegte er mit einem Porsche 911 Carrera RSR bei Läufen auf dem Nürburgring und beim ADAC Sauerland-Bergpreis Platzierungen unter den Top Ten.
Im folgenden Jahr und in den Jahren 1978 und 1979 startete Konrad in einzelnen Rennläufen in der 1. und 2. Division der DRM – konnte jedoch nicht an die Erfolge von 1973 anknüpfen.
1974 erzielte er im Deutschen Automobil-Rundstrecken-Pokal in Zolder mit einem Porsche 911 S einen fünften Rang in der Gesamtwertung.
Im gleichen Jahr, sowie 1975 und 1978 trat er mit einem Porsche 911 Carrera RSR 3.0 beim 1000-km-Rennen auf dem Nürburgring an. Die Langstreckenrennen beendete er zusammen mit seinen Fahrerkollegen Horst Sasse, Jürgen Kannacher und Jürgen Freiberger meistens erfolgreich. 1974 erreichte er mit Horst Sasse einen 27. Platz in der Gesamtwertung und den 12. Rang in der Gruppe GT+1.6.
1978 konnte er zusammen mit Jürgen Freiberger für das Kremer-Racing-Team einen 15. Gesamtplatz und den zweiten Platz in der GT-Wertung erringen. Dieses Resultat war gleichzeitig sein bestes Ergebnis in der Sportwagen-Weltmeisterschaft.
1979 beendete Jürgen Konrad seine Fahrerkarriere.

## Statistik

### Einzelergebnisse in der Sportwagen-Weltmeisterschaft
| Saison | Team                | Rennwagen               | 1   | 2   | 3   | 4   | 5   | 6   | 7   | 8   | 9   | 10  | 11  | 12  | 13  |
| ------ | ------------------- | ----------------------- | --- | --- | --- | --- | --- | --- | --- | --- | --- | --- | --- | --- | --- |
| 1974   | Hasselbecker Racing | Porsche 911             | MON | SPA | NÜR | IMO | LEM | ZEL | WAT | LEC | BRH | KYA |     |     |     |
| 1974   | Hasselbecker Racing | Porsche 911             | 27  |     |     |     |     |     |     |     |     |     |     |     |     |
| 1975   | Jürgen Kannacher    | Porsche Carrera RSR     | DAY | MUG | DIJ | MON | SPA | PER | NÜR | ZEL | WAT |     |     |     |     |
| 1975   | Jürgen Kannacher    | Porsche Carrera RSR     |     |     |     | DNF |     |     |     |     |     |     |     |     |     |
| 1978   | Kremer Racing       | Porsche 911 Carrera RSR | DAY | SEB | MUG | TAL | DIJ | SIL | NÜR | LEM | MIS | DAY | WAT | VAL | ROD |
| 1978   | Kremer Racing       | Porsche 911 Carrera RSR |     |     |     | 15  |     |     |     |     |     |     |     |     |     |